# Episodi de L'ispettore Barnaby (prima stagione)
La prima stagione del telefilm L'ispettore Barnaby è andata in onda nel Regno Unito dal 22 marzo al 6 maggio 1998 sul network ITV. Quasi un anno prima, il 23 marzo 1997, venne trasmesso un episodio pilota, incluso qui prima degli episodi della stagione.
| nº | Titolo originale                       | Titolo italiano                          | Prima TV UK    | Prima TV Italia |
| -- | -------------------------------------- | ---------------------------------------- | -------------- | --------------- |
| 1  | The Killings at Badger's Drift (Pilot) | Il prezzo del silenzio (episodio pilota) | 23 marzo 1997  |                 |
| 2  | Written in Blood                       | Scritto nel sangue                       | 22 marzo 1998  |                 |
| 3  | Death of a Hollow Man                  | Morte di un uomo vanitoso                | 29 marzo 1998  |                 |
| 4  | Faithful Unto Death                    | Il mulino di Morton Fendle               | 22 aprile 1998 |                 |
| 5  | Death in Disguise                      | Morte nella residenza                    | 6 maggio 1998  |                 |

## Il prezzo del silenzio (episodio pilota)
- Titolo originale: The Killings at Badger's Drift (Pilot)
- Diretto da: Jeremy Silberston
- Scritto da: Anthony Horowitz da Caroline Graham

### Trama
L'anziana Emily Simpson si reca nel bosco per fotografare una rara orchidea ma, casualmente, assiste ad una scena che la fa rimanere scioccata e la costringe a fuggire via. Il giorno dopo la signora Simpson viene trovata morta nella sua abitazione. La causa della sua morte lascia pensare che si sia trattato di un fatale incidente, ma la vicina di casa della povera donna, Lucy Bellringer, è convinta si tratti di omicidio e chiede all'ispettore Barnaby e al sergente Troy di indagare più a fondo. I due si mettono subito all'opera e Barnaby va a casa del dottor Lassiter per chiedere all'uomo quali fossero le condizioni di salute della povera Emily. Qui, conosce anche la seconda moglie di Lassiter, Barbara, e sua figlia Judy che frequenta Michael Lacey, un artista locale. Quando Barnaby se ne va, la signora Lassiter riceve una telefonata da parte della signora Rainbird, madre dell'impresario funebre Dennis, che le chiede 500 sterline in cambio del suo silenzio.
Barnaby, di passaggio davanti alla casa dei signori Rainbird, osserva che dalla loro casa sarebbe stato facile notare la gente di passaggio, così decidono di fermarsi a fare qualche domanda, scoprendo della tragica morte di Annabella, la moglie del ricco signor Trace, avvenuta qualche anno prima. Così Barnaby e Troy decidono di far visita a casa dell'anziano Henry Trace, prossimo alle nozze con la più giovane Catherine Lacey, sorella di Michael. L'ispettore chiede all'uomo di parlare della morte della prima moglie Annabella (Bella) poiché risultava che la signora Simpson, prima di essere uccisa, avesse contattato il Telefono Amico locale, borbottando parole sconnesse come “proprio come la povera Annabella…”. Il signor Trace è inizialmente restìo a parlare di questo tragico avvenimento, ma alla fine acconsente e afferma che la sua prima moglie era conosciuta da tutti come Bella e che morì durante una battuta di caccia: allontanatasi dal resto del gruppo dopo essersi distorta una caviglia, venne colpita da un proiettile, che la lasciò morta sul colpo. Il signor Trace rivela, inoltre, che il giorno in questione moltissime persone avevano deciso di partecipare alla battuta di caccia: il dottor Lassiter, Michael Lacey, il guardiacaccia e persino la sorella di Bella, Phyllis, che solitamente se ne restava sempre chiusa in casa. Quindi chiunque avrebbe potuto sparare accidentalmente alla donna. Il signor Barnaby e il sergente Troy vengono poi accompagnati da Catherine Lacey nella stanza di Phyllis. La donna sembra molto agitata alla prospettiva di dover parlare con due poliziotti e rivela solamente che lei venne a vivere lì per volere di sua sorella, che desiderava una mano per accudire il marito malato e anche dopo la morte di Bella lei rimase a vivere lì, stavolta per volere dello stesso Henry Trace.
Intanto Dennis Rainbird torna a casa portando con sé una coperta nera che sembra appartenere proprio alle due persone che la signora Simpson aveva scorto nel bosco. Dennis e sua madre sono molto felici alla prospettiva di poter ricattare qualcun altro, ma lo stesso assassino di Emily Simpson si introduce in casa loro e li uccide. Barnaby e Troy si recano a casa delle due vittime e perquisiscono la torretta presso cui la signora Rainbird si divertiva a spiare nei dintorni. Qui Barnaby trova dei fascicoli in cui sono annotati minuziosamente tutti gli spostamenti degli abitanti del villaggio. Ma un fascicolo sembra avere una pagina strappata. Analizzando i fascicoli, Barnaby scopre che l'assassino di Bella Trace era proprio sua sorella Phyllis. I due poliziotti si recano quindi a casa Trace per arrestarla. Successivamente perquisiscono l'abitazione di Michael e Catherine Lacey e trovano nello studio di Michael l'arma del delitto. Tutte le prove sembrano quindi ricondurre a lui, ma mentre Barnaby e Troy lo scortano alla centrale di polizia, incontrano per strada Catherine, la sorella di Michael. Il giovane, attraverso il finestrino dell'auto, traccia con le dita la sagoma di un rettangolo, dicendo che è tutta una montatura.
Il caso sembra risolto ma qualcosa non torna. Dopo essere tornato a casa Lassiter per parlare con Judy (la figlia del medico), Barnaby scopre che la sera dei delitti il giovane Lacey si trovava nel suo studio insieme alla ragazza. Intanto, Phyllis si suicida in carcere. Barnaby, ormai stanco da un'indagine che sembra non aver fine, decide di recarsi a Brighton per interrogare l'ex tata dei fratelli Lacey, Mary Sharp. Quest'ultima racconta che se ne era andata da casa Lacey poiché aveva scoperto della relazione incestuosa tra Michael e Catherine. L'assassino di Bella Trace non era stata sua sorella Phyllis; la donna infatti (inesperta di armi) aveva sbagliato mira e aveva creduto di aver colpito Bella poiché la donna si era accasciata al suolo, a causa però della storta alla caviglia. Il vero assassino di Bella era proprio Catherine Lacey, con la complicità di suo fratello Michael. I due, infatti, volevano far fuori Bella Trace, perché così Henry avrebbe sposato Catherine e la giovane avrebbe ereditato tutti i suoi soldi. Il rettangolo indicato da Michael quando è stato arrestato si riferiva, in realtà, ad un ritratto in cui Catherine posava nuda per il fratello, prova della loro malsana relazione. Inoltre era stata sempre lei ad uccidere Emily Simpson, Dennis Rainbird e sua madre. Tutti e tre, infatti, avevano visto lei e suo fratello fare l'amore nel bosco. Ma prima di poter arrestare Catherine, Mary Sharp telefona a Michael raccontandogli dell'incontro che aveva avuto con Barnaby, e lui e sua sorella, prima di essere arrestati, si suicidano nel bosco.

## Scritto nel sangue
- Titolo originale: Written in Blood
- Diretto da: Jeremy Silberston
- Scritto da: Anthony Horowitz

### Trama
Nel villaggio di Midsomer Worthy, da cui proviene il sergente Troy, c'è una grande attesa nel circolo degli scrittori poiché sta arrivando il famoso romanziere Max Jennings. Il mattino seguente, dopo l'incontro con il romanziere, il segretario del circolo Hadleigh viene trovato morto nel suo letto. Durante le indagini l'ispettore Barnaby e il sergente Troy scoprono che la vittima teneva diversi segreti.

## Morte di un uomo vanitoso
- Titolo originale: Death of a Hollow Man
- Diretto da: Jeremy Silbertson
- Scritto da: Caroline Graham

### Trama
Il corpo di Agnes Gray, un'anziana signora del villaggio di Ferne Basset, viene trovato a galleggiare nel fiume. Barnaby cerca di capire le motivazioni del delitto. Intanto Joyce, la moglie dell'ispettore, partecipa come attrice nella rappresentazione drammatica di Amadeus a Causton. A fare la parte del protagonista Salieri è proprio il cugino di Agnes, Esslyn Carmichael.

## Il mulino di Morton Fendle
- Titolo originale: Faithful Unto Death
- Diretto da: Baz Taylor
- Scritto da: Douglas Watkinson

### Trama
Gli abitanti di Morton Fendle sono in agitazione quando scoprono da un notiziario che l'investimento che avevano fatto è fallito, così chiedono spiegazioni al proprietario di un centro artigianale locale, Alan Hollingsworth. Quando sua moglie Simone scompare, Barnaby e il sergente Troy indagano sul caso scoprendo qualcosa che non si aspettavano.

## Morte nella residenza
- Titolo originale: Death in Disguise
- Diretto da: Baz Taylor
- Scritto da: Douglas Watkinson

### Trama
Bill Carter, fondatore della comune Lodge of the Golden Windhorse, centro di accoglienza per persone che hanno bisogno di aiuto o supporto psichico, muore cadendo dalle scale dopo una lite. Inizialmente Barnaby pensò ad un banale incidente, fino a quando Ian Craigie, il capo della comune viene trovato morto pugnalato dopo una seduta spiritica. Barnaby e Troy riaprono le indagini, scoprendo molto di più.